# Omroep Venlo
Omroep Venlo is de lokale omroep van de gemeente Venlo, ontstaan uit drie omroepen (Stadsomroep Venlo, Stichting Lokale Omroep Tegelen en ZiekenOmroep Venlo).

## Ontstaan
De omroep is ontstaan na de gemeentelijke herindeling van Venlo, Tegelen en Belfeld in 2001. De omroep werd van 2004 tot 2008 geleid door Robert Bouten. Vanaf 2009 is Hein Oostdam directeur en is Ruud Stikkelbroeck directeur/hoofdredacteur.

## Programmering
De omroep zendt 24 uur per dag, 7 dagen per week radio uit, op werkdagen overdag met algemene muziek en met nieuws uit de regio, `s avonds en in het weekend zijn er doelgroepgerichte programma's te beluisteren. Ook is er dagelijks vanaf 17:30 uur een televisie-uitzending met dagelijks nieuws uit de regio en 1 afwisselend programma. Deze worden gedurende de hele avond in carrouselvorm uitgezonden en worden 's morgens herhaald van 06.30 tot 09.30 uur. Daarnaast zendt de omroep zijn radio- en televisieprogramma's uit via internet.
In totaal zijn er ruim 80 vrijwilligers actief bij de omroep. Buiten deze vrijwilligers zijn er ook 18 beroepskrachten aan het werk om Venlo en omgeving op de hoogte te houden van het laatste nieuws.

## Ontvangst
Op 28 september 2010 was Omroep Venlo de eerste lokale omroep in Limburg die via het digitale kabelnetwerk werd uitgezonden in de gemeenten rondom Venlo. Sinds de zomer van 2011 is de omroep in bijna geheel Noord- en Midden-Limburg te ontvangen.
In het kader van de gemeentelijke herindeling was Omroep Venlo TV vanaf maandag 22 december 2008 al elke avond in de toenmalige gemeente Arcen en Velden te ontvangen. Vanaf 1 oktober 2009 heeft Maasland Radio (de zendgemachtigde in Arcen en Velden tot die tijd) afstand gedaan van de zendmachtiging waardoor Omroep Venlo de officiële lokale omroep werd van Arcen en Velden. Arcen en Velden maakt overigens per 1 januari 2010 deel uit van de gemeente Venlo.
De gemeente Belfeld had tot de gemeentelijke herindeling, in 2001, Omroep Maas en Grens (het huidige RTV Roermond) als lokale omroep. Doordat er geen kabelverbinding was na de herindeling tussen Venlo en Belfeld, zond Omroep Maas en Grens op doordeweekse dagen de programma's van Omroep Venlo uit en in het weekend zijn eigen programmering. Zo was Omroep Venlo ook een hele tijd in de rest van het zendgebied van Omroep Maas en Grens te zien (de gemeenten Beesel, Swalmen en Roermond). Tegenwoordig is er wel een verbinding tussen de studio in Venlo en Belfeld.

## Prijzen
- In juni 2013 werd de omroep voor de derde maal in zijn bestaan uitgeroepen tot Lokale Omroep van het Jaar. Eerder won Omroep Venlo deze prijs in 2005 en 2010.
- Begin 2006 werd de organisatie Venlonaer van 't Jaor, een van de vele mijlpalen van de omroep. De Venlonaer van 't Jaor wordt elk jaar door de gelijknamige stichting uitgeroepen en dient een persoon of organisatie te zijn die Venlo op een positieve manier in het nieuws heeft gebracht, of zich op een andere manier heeft ingezet voor de Venlose samenleving.
- In 2010 werd de documentaire Venlo-incident, 70 jaar na dato bekroond met een OLON Award voor beste tv-programma. De omroep zond de documentaire uit op 9 november 2009, precies 70 jaar na het voorval.
- In 2015 won de omroep een prijs in de categorie Nieuws en actualiteiten voor het programma Het Nieuws.[1]
- In 2016 won de omroep een prijs in de categorie Televisie voor de documentaire Venlona in Roemenië.[2]
- In 2019 won de omroep een prijs in de categorie Video voor de documentaire Helden van het Hoogwater. [3]

## Bekende (oud-)medewerkers
- Lex Uiting
- Cielke Sijben
- Frans Pollux